# الاتحاد العربي للمعارض والمؤتمرات الدولية
الاتحاد العربي للمعارض والمؤتمرات الدولية هو أحد الاتحادات العربية نوعية المتخصصة العاملة في نطاق مجلس الوحدة الاقتصادية العربية ويشارك في الاجتماعات والمؤتمرات التي تعقد في نطاق جامعة الدول العربية والمنظمات والاتحادات العربية، تأسس الاتحاد عام 1995 برعاية جامعة الدول العربية.

## أهدافه
- المساهمة في تنمية التعاون الاقتصادي، وزيادة التبادل التجاري بين الأقطار العربية، وذلك من خلال تطوير صناعة تنظيم المعارض والمؤتمرات الدولية في البلدان العربية
- تشجيع ودعم التعاون بين العاملين في هذا المجال في شتى صوره.
- تسهيل تبادل الآراء والمعلومات، دون التدخل في سياسات الأعضاء الداخلية.[1]

عمل الاتحاد
يحرص الاتحاد على تنفيذ أنشطته بالتنسيق مع المنظمات العربية المعنية وعلى الأخص: جامعة الدول العربية – مجلس الوحدة الاقتصادية العربية – اتحاد غرف التجارة والصناعة والزراعة للبلاد العربية.
يحق لكل منظمة أو مؤسسة أو هيئة أو غرفة أو شركة حكومية أو غير حكومية تعمل أو تهتم بتنظيم المعارض والمؤتمرات الدولية في البلدان العربية – يحق لها – أن تتقدم بطلب الانضمام لعضوية الاتحاد ويعرض الطلب على الجمعية العمومية للاتحاد.

## وصلات خارجية
- [الموقع الإلكتروني للاتحاد www.auiec.org]